# بارتوش گلنر
بارتوش گلنر (لهستانی: Bartosz Gelner؛ زادهٔ ۲۵ آوریل ۱۹۸۸) بازیگر اهل لهستان است.
از فیلم‌ها یا مجموعه‌های تلویزیونی که وی در آن‌ها نقش داشته است، می‌توان به خلیج جاسوسان، خبرچینان – پدران و دختران، خون از خون، یخ‌ژاله، فرابنفش، مجرد،  پدر متیو، رنگ‌های خوشبختی، قانون حقیقی، دوران افتخار و اتاق خودکشی اشاره نمود.